# بالگاروو
بالگاروو (به بلغاری: Balgarevo) یک منطقهٔ مسکونی در بلغارستان است که در شهرستان کاوارنا واقع شده‌است.
 بالگاروو  ۱٬۳۷۵ نفر جمعیت دارد و ۸۹ متر بالاتر از سطح دریا واقع شده‌است.